# Harmogenanina linophora
Espèce
Statut de conservation UICN

 EX  : Éteint
Harmogenanina linophora est une espèce de mollusque gastéropode de la famille des Hélicarionidés aujourd'hui peut-être disparue et autrefois endémique des Mascareignes, dans l'océan Indien.

## Informations complémentaires
- Faune endémique des Mascareignes.
- Liste des espèces animales disparues.